# Janez Krstnik Dolar
Janez Kersnik Dolar (tudi Joannes Baptista Tollar, Jan Křtitel Tolar), slovenski skladatelj, * okrog 1620, Kamnik, † 13. februar 1673, Dunaj.
Do leta 1639 se je šolal na jezuitski šoli v Ljubljani, nato je študiral filozofijo in teologijo na Dunaju. Med letoma 1656 in 1658 je bil vodja glasbenega oddelka jezuitske šole v Ljubljani. Deloval je še v Passavu, v Györu (Madžarska) in na Dunaju, kjer je bil direktor jezuitskega semenišča St. Ignites and Pancraties do svoje smrti.
Žal dokaj obsežnega Dolarjevega opusa v celoti ne poznamo; iz tega so nam na voljo tako instrumentalne (dve sonati, trije baleti) kot vokalno-instrumentalne kompozicije (vrsta psalmov, Missa sopra la Bergamasca, Missa villana, Missa Viennensis). Vse te se z izjemo slednje, ki jo hrani samostan Kremsmünster, nahajajo v arhivu muzeja v Kromerižu. Verjetno je imel Dolar tam vsaj posredne stike z znano dvorno kapelo škofa Karla Lichtenstein-Kastelkorna.
Kot skladatelja sta Dolarja že cenila zgodovinar Valvasor in kronist Janez Gregor Dolničar (1655-1719). Posebno hvalo o njegovem delu pa beremo v nekrologu v avstrijskih jezuitskih analih. Nesporno mu gre prav ugledno mesto v starejši skladateljski generaciji dunajskega kroga iz druge polovice 17. stoletja. Ta pa je bil enako kot vsa tedanja avstrijska glasba pod italijanskim vplivom, a je hkrati razločno razvil svoje individualne poteze. Vse torej kaže, da je dal Dolar tudi upoštevanja vreden prispevek evropskemu glasbenemu baroku v njegovi srednji razvojni fazi. 